# Pedicularis cephalantha
Pedicularis cephalantha är en snyltrotsväxtart som beskrevs av Adrien René Franchet och Carl Maximowicz. Pedicularis cephalantha ingår i släktet spiror, och familjen snyltrotsväxter. Utöver nominatformen finns också underarten P. c. szetchuanica.